# Campaga
Campaga is een bestuurslaag in het regentschap Majalengka van de provincie West-Java, Indonesië. Campaga telt 3404 inwoners (volkstelling 2010).